# NGC 550
NGC 550 (другие обозначения — UGC 1021, MCG 0-4-146, ZWG 385.139, PGC 5374) — спиральная галактика (Sa) в созвездии Кит. Открыта Уильямом Гершелем в 1785 году, описывается Дрейером как «очень тусклый, маленький, вытянутый объект, вытянутый в направлении 90°, пёстрый, но детали неразличимы».
Исследование NGC 550 в рентгеновском диапазоне затруднено из-за наличия фонового излучения кластера Abell 189, находящегося близко от рассматриваемой галактики, и при этом её рентгеновское излучение не доминирует на большом угловом расстоянии.
В 1961 году в NGC 550 вспыхнула сверхновая SN 1961Q.
Этот объект входит в число перечисленных в оригинальной редакции «Нового общего каталога».